# Zeg me dat het niet zo is
Zeg me dat het niet zo is is een lied van de Nederlandse popgroep Frank Boeijen Groep. Het nummer staat op het album Een Zomer Aan Het Eind Van De Twintigste Eeuw dat op 21 oktober 1989 verschenen is.

## Achtergrond
In Nederland was de plaat in eerste instantie, met drie weken in de Nederlandse Top 40 met een hoogste positie van 34 en met twee weken in de Nationale Top 100 en een 39e positie, een bescheiden commercieel succes. Mede door de uitvoeringen tijdens de theater(solo)concerten van Boeijen won het nummer langzaam maar zeker aan populariteit.
Behalve op Een Zomer Aan Het Eind Van De Twintigste Eeuw is het nummer ook verschenen op de verzamelaar Het mooiste & het beste en de live-albums Hier komt de storm en Live in Antwerpen. Het nummer is door verscheidene Nederlands(talig)e artiesten op plaat opgenomen, waaronder Edsilia Rombley, Guus Meeuwis, Willeke Alberti, Conny Vandenbos en Liesbeth List.
Sinds de allereerste editie in december 1999, staat de plaat (met uitzondering van het jaar 2000) steevast genoteerd in de jaarlijkse NPO Radio 2 Top 2000 van de Nederlandse publieke radiozender NPO Radio 2, met als hoogste notering een 115e positie in 2019.

## Hitnoteringen

### NPO Radio 2 Top 2000
| Nummer met noteringen in de NPO Radio 2 Top 2000 | '99 | '00 | '01 | '02 | '03 | '04 | '05 | '06 | '07 | '08 | '09 | '10 | '11 | '12 | '13 | '14 | '15 | '16 | '17 | '18 | '19 | '20 | '21 | '22 | '23 | '24 |
| ------------------------------------------------ | --- | --- | --- | --- | --- | --- | --- | --- | --- | --- | --- | --- | --- | --- | --- | --- | --- | --- | --- | --- | --- | --- | --- | --- | --- | --- |
| Zeg me dat het niet zo is                        | 217 | -   | 301 | 287 | 192 | 246 | 229 | 200 | 205 | 208 | 236 | 284 | 344 | 255 | 256 | 134 | 129 | 172 | 220 | 233 | 115 | 167 | 208 | 251 | 300 | 343 |

1. ↑  Een '-' betekent dat het nummer niet was genoteerd en een vetgedrukt getal geeft de hoogste notering aan.

### Evergreen Top 1000
| Evergreen Top 1000 "Zeg Me Dat Het Niet Zo Is - Frank Boeijen Groep" | Evergreen Top 1000 "Zeg Me Dat Het Niet Zo Is - Frank Boeijen Groep" | Evergreen Top 1000 "Zeg Me Dat Het Niet Zo Is - Frank Boeijen Groep" | Evergreen Top 1000 "Zeg Me Dat Het Niet Zo Is - Frank Boeijen Groep" | Evergreen Top 1000 "Zeg Me Dat Het Niet Zo Is - Frank Boeijen Groep" | Evergreen Top 1000 "Zeg Me Dat Het Niet Zo Is - Frank Boeijen Groep" | Evergreen Top 1000 "Zeg Me Dat Het Niet Zo Is - Frank Boeijen Groep" | Evergreen Top 1000 "Zeg Me Dat Het Niet Zo Is - Frank Boeijen Groep" | Evergreen Top 1000 "Zeg Me Dat Het Niet Zo Is - Frank Boeijen Groep" | Evergreen Top 1000 "Zeg Me Dat Het Niet Zo Is - Frank Boeijen Groep" | Evergreen Top 1000 "Zeg Me Dat Het Niet Zo Is - Frank Boeijen Groep" | Evergreen Top 1000 "Zeg Me Dat Het Niet Zo Is - Frank Boeijen Groep" | Evergreen Top 1000 "Zeg Me Dat Het Niet Zo Is - Frank Boeijen Groep" | Evergreen Top 1000 "Zeg Me Dat Het Niet Zo Is - Frank Boeijen Groep" | Evergreen Top 1000 "Zeg Me Dat Het Niet Zo Is - Frank Boeijen Groep" | Evergreen Top 1000 "Zeg Me Dat Het Niet Zo Is - Frank Boeijen Groep" | Evergreen Top 1000 "Zeg Me Dat Het Niet Zo Is - Frank Boeijen Groep" |
| Jaar                                                                 | 2008                                                                 | 2009                                                                 | 2010                                                                 | 2011                                                                 | 2012                                                                 | 2013                                                                 | 2014                                                                 | 2015                                                                 | 2016                                                                 | 2017                                                                 | 2018                                                                 | 2019                                                                 | 2020                                                                 | 2021                                                                 | 2022                                                                 | 2023                                                                 |
| -------------------------------------------------------------------- | -------------------------------------------------------------------- | -------------------------------------------------------------------- | -------------------------------------------------------------------- | -------------------------------------------------------------------- | -------------------------------------------------------------------- | -------------------------------------------------------------------- | -------------------------------------------------------------------- | -------------------------------------------------------------------- | -------------------------------------------------------------------- | -------------------------------------------------------------------- | -------------------------------------------------------------------- | -------------------------------------------------------------------- | -------------------------------------------------------------------- | -------------------------------------------------------------------- | -------------------------------------------------------------------- | -------------------------------------------------------------------- |
| Positie                                                              | -                                                                    | -                                                                    | -                                                                    | -                                                                    | -                                                                    | -                                                                    | -                                                                    | -                                                                    | 270                                                                  | 255                                                                  | 309                                                                  | 151                                                                  | 211                                                                  | 371                                                                  | 222                                                                  | 316                                                                  |